# Municipio de San Manuel Chaparrón
Municipio de San Manuel Chaparrón är en kommun i Guatemala.   Den ligger i departementet Departamento de Jalapa, i den södra delen av landet, 80 km öster om huvudstaden Guatemala City.